# ネパールサッカー協会
ネパールサッカー協会（ネパールサッカーきょうかい）は、ネパールのサッカー協会である。

## 主な組織チーム
- サッカーネパール代表
- サッカーネパール女子代表